# Нижняя Конданьзя
Нижняя Конданьзя — река в России, протекает по Пудожскому району Карелии. Устье реки находится в 17 км по правому берегу реки Колода. Длина реки составляет 13 км.
Притоки:
- Лидручей (правый)
- Серебряный (левый)

## Данные водного реестра
По данным государственного водного реестра России относится к Балтийскому бассейновому округу, водохозяйственный участок реки — Водла, речной подбассейн реки — Свирь (включая реки бассейна Онежского озера). Относится к речному бассейну реки Нева (включая бассейны рек Онежского и Ладожского озера).
Код объекта в государственном водном реестре — 01040100412102000016777.